# Thoralf Glad

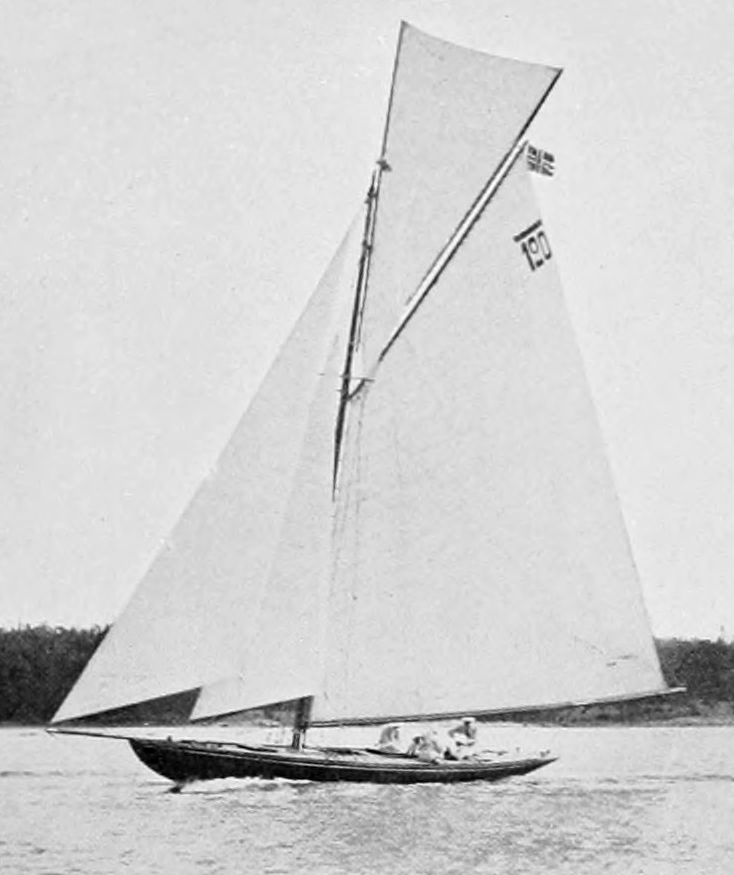
Jacht Taifun

Thoralf Johan Glad Glad (ur. 1 lutego 1878 w Kristianii, zm. 19 lipca 1969 w Oslo) – norweski żeglarz, olimpijczyk, zdobywca złotego medalu w regatach na Letnich Igrzyskach Olimpijskich w 1912 roku w Sztokholmie.
Na Letnich Igrzyskach Olimpijskich 1912 zdobył złoto w żeglarskiej klasie 8 metrów. Załogę jachtu Taifun tworzyli również Christian Jebe, Torleiv Corneliussen, Thomas Aass i Andreas Brecke.